# Менза
Ме́нза (рос. Менза) — село у складі Красночикойського району Забайкальського краю, Росія. Адміністративний центр Мензинського сільського поселення.

## Населення
Населення — 339 осіб (2010; 395 у 2002).
Національний склад (станом на 2002 рік):
- росіяни — 100 %